# Ronde van Romandië 2024 (mannen)
De Ronde van Romandië voor mannen werd in 2024 verreden van 23 tot en met 28 april in Romandië, Zwitserland. Het was de 77e editie van deze meerdaagse wielerkoers. De start vond plaats in Payerne en Vernier was de finishplaats. De winnaar van de vorige editie Adam Yates werd opgevolgd door de Spanjaard Carlos Rodríguez.
Voor de derde keer zal er later in het jaar ook een vrouweneditie worden verreden.

## Deelnemende ploegen
De achttien UCI World Tour-teams van dit seizoen plus vier Proteams en een Zwitserse nationale selectie startten met zeven renners per team wat het deelnemersveld op 161 bracht.

## Etappe-overzicht
| Etappe    | Datum    | Startplaats  | Finishplaats          | Afstand  | Type                | Winnaar         | Klassementsleider |
| --------- | -------- | ------------ | --------------------- | -------- | ------------------- | --------------- | ----------------- |
| Proloog   | 23 april | Payerne      | Payerne               | 2,28 km  | Proloog             | Maikel Zijlaard | Maikel Zijlaard   |
| 1e etappe | 24 april | Château-d'Œx | Fribourg              | 165,7 km | Heuvelrit           | Dorian Godon    | Dorian Godon      |
| 2e etappe | 25 april | Fribourg     | Salvan/Les Marécottes | 171 km   | Bergrit             | Thibau Nys      | Thibau Nys        |
| 3e etappe | 26 april | Oron         | Oron                  | 15,5 km  | Individuele tijdrit | Brandon McNulty | Juan Ayuso        |
| 4e etappe | 27 april | Saillon      | Leysin                | 151,7 km | Bergrit             | Richard Carapaz | Carlos Rodríguez  |
| 5e etappe | 28 april | Vernier      | Vernier               | 150,8 km | Heuvelrit           | Dorian Godon    | Carlos Rodríguez  |

## Klassementenverloop
| Etappe       | Winnaar         | Algemeen klassement · | Puntenklassement · | Bergklassement · | Jeugdklassement · | Ploegenklassement  | Strijdlust      |
| ------------ | --------------- | --------------------- | ------------------ | ---------------- | ----------------- | ------------------ | --------------- |
| P            | Maikel Zijlaard | Maikel Zijlaard       | Maikel Zijlaard    | niet uitgereikt  | Tim van Dijke     | Bahrain-Victorious | niet uitgereikt |
| 1            | Dorian Godon    | Dorian Godon          | Dorian Godon       | Juri Hollmann    | Tim van Dijke     | Bahrain-Victorious | Fausto Masnada  |
| 2            | Thibau Nys      | Thibau Nys            | Andrea Vendrame    | Juri Hollmann    | Thibau Nys        | BORA-hansgrohe     | Roger Adrià     |
| 3            | Brandon McNulty | Juan Ayuso            | Andrea Vendrame    | Juri Hollmann    | Juan Ayuso        | UAE Team Emirates  | niet uitgereikt |
| 4            | Richard Carapaz | Carlos Rodríguez      | Andrea Vendrame    | Juri Hollmann    | Carlos Rodríguez  | UAE Team Emirates  | Clément Berthet |
| 5            | Dorian Godon    | Carlos Rodríguez      | Dorian Godon       | Juri Hollmann    | Carlos Rodríguez  | UAE Team Emirates  | Rémi Cavagna    |
| 0Eindstanden | 0Eindstanden    | Carlos Rodríguez      | Dorian Godon       | Juri Hollmann    | Carlos Rodríguez  | UAE Team Emirates  | Andrea Vendrame |

Mannen: 1947 · 1948 · 1949 · 1950 · 1951 · 1952 · 1953 · 1954 · 1955 · 1956 · 1957 · 1958 · 1959 · 1960 · 1961 · 1962 · 1963 · 1964 · 1965 · 1966 · 1967 · 1968 · 1969 · 1970 · 1971 · 1972 · 1973 · 1974 · 1975 · 1976 · 1977 · 1978 · 1979 · 1980 · 1981 · 1982 · 1983 · 1984 · 1985 · 1986 · 1987 · 1988 · 1989 · 1990 · 1991 · 1992 · 1993 · 1994 · 1995 · 1996 · 1997 · 1998 · 1999 · 2000 · 2001 · 2002 · 2003 · 2004 · 2005 · 2006 · 2007 · 2008 · 2009 · 2010 · 2011 · 2012 · 2013 · 2014 · 2015 · 2016 · 2017 · 2018 · 2019 · 2020 · 2021 · 2022 · 2023 · 2024 · 2025
Vrouwen: 2022 · 2023 · 2024 · 2025
Tour Down Under ·
Great Ocean Road Race ·
Ronde van de Verenigde Arabische Emiraten ·
Omloop Het Nieuwsblad ·
Strade Bianche ·
Parijs-Nice · 
Tirreno-Adriatico · 
Milaan-San Remo ·
Ronde van Catalonië ·
Classic Brugge-De Panne ·
E3 Saxo Classic ·
Gent-Wevelgem ·
Dwars door Vlaanderen ·
Ronde van Vlaanderen ·
Ronde van het Baskenland ·
Parijs-Roubaix ·
Amstel Gold Race ·
Waalse Pijl ·
Luik-Bastenaken-Luik ·
Ronde van Romandië ·
Eschborn-Frankfurt ·
Ronde van Italië ·
Critérium du Dauphiné ·
Ronde van Zwitserland ·
Ronde van Frankrijk ·
Clásica San Sebastián ·
Ronde van Polen ·
Bretagne Classic ·
BEMER Cyclassics ·
Renewi Tour ·
Ronde van Spanje ·
GP van Quebec ·
GP van Montreal ·
Ronde van Lombardije ·
Ronde van Guangxi